# Coupe de France féminine 2015/16
Der Wettbewerb um die Coupe de France féminine in der Saison 2015/16 war die 15. Ausspielung des französischen Fußballpokals für Frauenmannschaften. Die Teilnahme ist nur für die Frauschaften der ersten und zweiten Liga verpflichtend.
Titelverteidiger Olympique Lyon gewann diesen Wettbewerb zum fünften Mal in Serie.
Der Wettbewerb wird nach dem klassischen Pokalmodus ausgetragen; das heißt insbesondere, dass die jeweiligen Spielpaarungen ohne Setzlisten oder eine leistungsmäßige beziehungsweise ab dem Achtelfinale ohne regionale Vorsortierung der Vereine aus sämtlichen noch im Wettbewerb befindlichen Klubs ausgelost werden und lediglich ein Spiel ausgetragen wird, an dessen Ende ein Sieger feststehen musste (und sei es durch ein Elfmeterschießen – eine Verlängerung bei unentschiedenem Stand nach 90 Minuten ist nicht vorgesehen), der sich dann für die nächste Runde qualifiziert, während der Verlierer ausscheidet. Auch das Heimrecht wird für jede Begegnung durch das Los ermittelt – mit Ausnahme des Finales, das auf neutralem Platz an jährlich wechselnden Orten stattfindet –, jedoch mit der Einschränkung, dass Klubs, die gegen eine mindestens zwei Ligastufen höher spielende Elf anzutreten haben, automatisch Heimrecht bekommen.
Nach Abschluss der von den regionalen Untergliederungen des Landesverbands FFF organisierten Qualifikationsrunden griffen im Zweiunddreißigstelfinale, der sogenannten zweiten Bundesrunde (Deuxième tour fédéral), auch die zwölf Erstligisten in den Wettbewerb ein.

## Zweiunddreißigstelfinale
Spiele am 9./10. Januar 2016. Die Vereine der beiden höchsten Ligen sind mit D1 bzw. D2 gekennzeichnet.
i. E. = im Elfmeterschießen
| - EA Guingamp (D1) – US Saint-Malo (D2) 2:1 - FC Lillers (D2) – ESOF La Roche (D1) 1:6 - VGA Saint-Maur (D1) – AS Nancy (D2) 3:0 - ES Arques – Juvisy FCF (D1) 0:11 - ESAP Metz – Olympique Lyon (D1) 0:11 - AS Portet CR – FC Lorient (D2) 0:2 - FC Bourges 18 – FF Yzeure AA (D2) 1:5 - CS Wolxheim – FC Metz (D2) 0:6 - ES Troyes AC – FCO Dijon (D2) 0:2 - FC Tours – FC Toulouse (D2) 0:4 - Calais RUFC – FC Rouen (D2) 0:7 - SF Orvault – CBOSL Angers (D2) 1:1, 5:4 i. E. - Avenir Club Avignon – US Le Puy 0:5 - SC Thiberville – SC Amiens 3:0 - AS Poissy – CPBB Rennes 0:4 - FC Domont – Caluire FF 1968 0:1 | - Paris Saint-Germain FC (D1) – ASPTT Albi (D1) 3:0 - HSC Montpellier (D1) – FC La Véore Montoison (D2) 12:0 - FF Nîmes MG (D1) – Olympique Marseille (D2) 1:1, 4:3 i. E. - Girondins Bordeaux (D2) – ASJ Soyaux (D1) 1:1, 5:4 i. E. - ES 16ième Paris – AS Saint-Étienne (D1) 0:1 - Estrablin Le Châton Football – AF Rodez (D1) 1:9 - US Rouvroy (D2) – FCF Condé-sur-Noireau (D2) 0:2 - FC Vendenheim (D2) – CS Mars Bischheim (D2) 2:1 - Clermont Foot – Grenoble Métropole Claix FF (D2) 0:3 - Olympique Saint-Julien Chapteuil – FAF Marseille (D2) 1:0 - AS Sainte-Christie Preignan – FF Issy (D2) 0:1 - USL Saint-Luce-sur-Loire – FCF Val d’Orge (D2) 0:5 - US Boulogne – FCF Hénin-Beaumont (D2) 0:4 - AS Châtenoy-le-Royal – FC Tremblay (D2) 1:1, 6:5 i. E. - AS Saint-Christol-lès-Alès – AS Saint-Martin-en-Haut 1:0 - FC Bergerac – Limoges Landouge Football 1:1, 4:2 i. E. |

## Sechzehntelfinale
Spiele am 30./31. Januar 2016. Sämtliche verbliebenen, nicht gekennzeichneten Teilnehmer sind Drittligisten.
| - HSC Montpellier (D1) – FC Toulouse (D2) 5:1 - FF Issy (D2) – EA Guingamp (D1) 0:1 - US Le Puy – AF Rodez (D1) 0:7 - FC Metz (D2) – FF Yzeure AA (D2) 2:2, 4:3 i. E. - SC Thiberville – FCF Val d’Orge (D2) 1:4 - CPBB Rennes – FC Rouen (D2) 3:2 - Caluire FF 1968 – FCO Dijon (D2) 0:4 - SF Orvault – FC Bergerac 2:2, 4:3 i. E. | - Paris Saint-Germain FC (D1) – FC Lorient (D2) 6:0 - Girondins Bordeaux (D2) – ESOF La Roche (D1) 2:1 - FCF Condé-sur-Noireau (D2) – VGA Saint-Maur (D1) 0:4 - FC Vendenheim (D2) – AS Saint-Étienne (D1) 1:0 - Juvisy FCF (D1) – FCF Hénin-Beaumont (D2) 5:0 - AS Châtenoy-le-Royal – Olympique Lyon (D1) 0:11 - AS Saint-Christol-lès-Alès – FF Nîmes MG (D1) 0:3 - Olympique Saint-Julien Chapteuil – Grenoble Métropole Claix FF (D2) 0:4 |

## Achtelfinale
Spiele am 13./14. Februar 2016
| - FF Nîmes MG (D1) – AF Rodez (D1) 0:2 - CPBB Rennes – EA Guingamp (D1) 0:4 - SF Orvault – Olympique Lyon (D1) 0:12 - FCF Val d’Orge (D2) – FC Metz (D2) 1:2 | - Paris Saint-Germain FC (D1) – Juvisy FCF (D1) 2:0 - FC Vendenheim (D2) – HSC Montpellier (D1) 0:3 - VGA Saint-Maur (D1) – Girondins Bordeaux (D2) 1:1, 4:2 i. E. - FCO Dijon (D2) – Grenoble Métropole Claix FF (D2) 4:3 |

## Viertelfinale
Spiele am 27./28. Februar 2016
| - AF Rodez (D1) – EA Guingamp (D1) 2:2, 4:1 i. E. - Olympique Lyon (D1) – FCO Dijon (D2) 6:0 | - HSC Montpellier (D1) – VGA Saint-Maur (D1) 3:1 - Paris Saint-Germain FC (D1) – FC Metz (D2) 3:0 |

## Halbfinale
Spiele am 17. April 2016
| - Olympique Lyon (D1) – AF Rodez (D1) 9:0 | - HSC Montpellier (D1) – Paris Saint-Germain FC (D1) 2:2, 4:3 i. E. |

## Finale
Spiel am 15. Mai 2016 im Stade des Alpes von Grenoble vor 8.782 Zuschauern
- Olympique Lyon – HSC Montpellier 2:1 (1:1)

### Aufstellungen
Lyon: Sarah Bouhaddi – Pauline Bremer, Griedge Mbock Bathy, Wendie Renard , Amel Majri – Saki Kumagai (Louisa Nécib, 79.), Amandine Henry, Camille Abily, Élodie Thomis (Lotta Schelin, 60.) – Ada Hegerberg, Eugénie Le Sommer
Trainer: Gérard Prêcheur
Montpellier: Solène Durand – Marion Torrent, Laura Agard, Linda Sembrant , Sakina Karchaoui – Sandie Toletti (Viviane Asseyi, 88.), Rumi Utsugi (Genessee Daughetee, 79.), Marie-Charlotte Léger, Andressa Alves da Silva (Virginia Torrecilla, 33.) – Sofia Jakobsson, Laëtitia Tonazzi
Trainer: Jean-Louis Saez
Schiedsrichterin: Jennifer Maubacq

### Tore
0:1 Alves da Silva (2.)

1:1 Mbock Bathy (4.)

2:1 Nécib (85.)

### Besonderes
Die Finalpaarung OL gegen MHSC war bereits zum fünften Mal zustande gekommen. 2006 und 2007 hatte sich dabei Montpellier – jeweils erst im Elfmeterschießen – durchgesetzt, 2012 und 2015 Lyon. Außerdem hatte 2003 der FC Lyon das Pokalendspiel gegen den HSC Montpellier gewonnen.
2016 gewann Lyon mit demselben Resultat wie im Vorjahr und musste dabei erneut Montpelliers vorübergehende Führung hinnehmen.